# Isoetes tripus
Isoetes tripus är en kärlväxtart som beskrevs av Addison Brown. Isoetes tripus ingår i släktet braxengräs, och familjen Isoetaceae. Inga underarter finns listade i Catalogue of Life.